# Synagoga w Wiskitkach
Synagoga w Wiskitki (jidysz: סינאַגאָג וויסקיט, Sinagoge Wiskit) – nieistniejąca obecnie synagoga, która wznosiła się u zbiegu ul. Strażackiej i ul. Żyrardowskiej (ul Strażacka 5), w centrum żydowskiej dzielnicy Wiskitek. Przed synagogą znajdowało się targowisko (znane już w XVIII wieku)
Pierwsi Żydzi pojawili się w Wiskitkach na początku XVIII wieku (przypuszczalnie wtedy powstała pierwsza, drewniana synagoga). W 1897 r. było tu 1138 Żydów na 3060 mieszkańców. Prawdopodobnie w XIX wieku powstał murowany budynek synagogi. Był to murowany z cegły jednopiętrowy budynek, składający się z 4 izb mieszkalnych i 2 pomieszczeń przeznaczonych do modlitwy. Została całkowicie zniszczona przez hitlerowców w czasie II wojny światowej.